# 1799 Koussevitzky
Koussevitzky (asteróide 1799) é um asteróide da cintura principal com um diâmetro de 23,26 quilómetros, a 2,6474491 UA. Possui uma excentricidade de 0,1245852 e um período orbital de 1 920,96 dias (5,26 anos).
Koussevitzky tem uma velocidade orbital média de 17,12718068 km/s e uma inclinação de 11,51027º.
Esse asteróide foi descoberto em 25 de Julho de 1950 por Goethe Link Obs..